# Джунейд

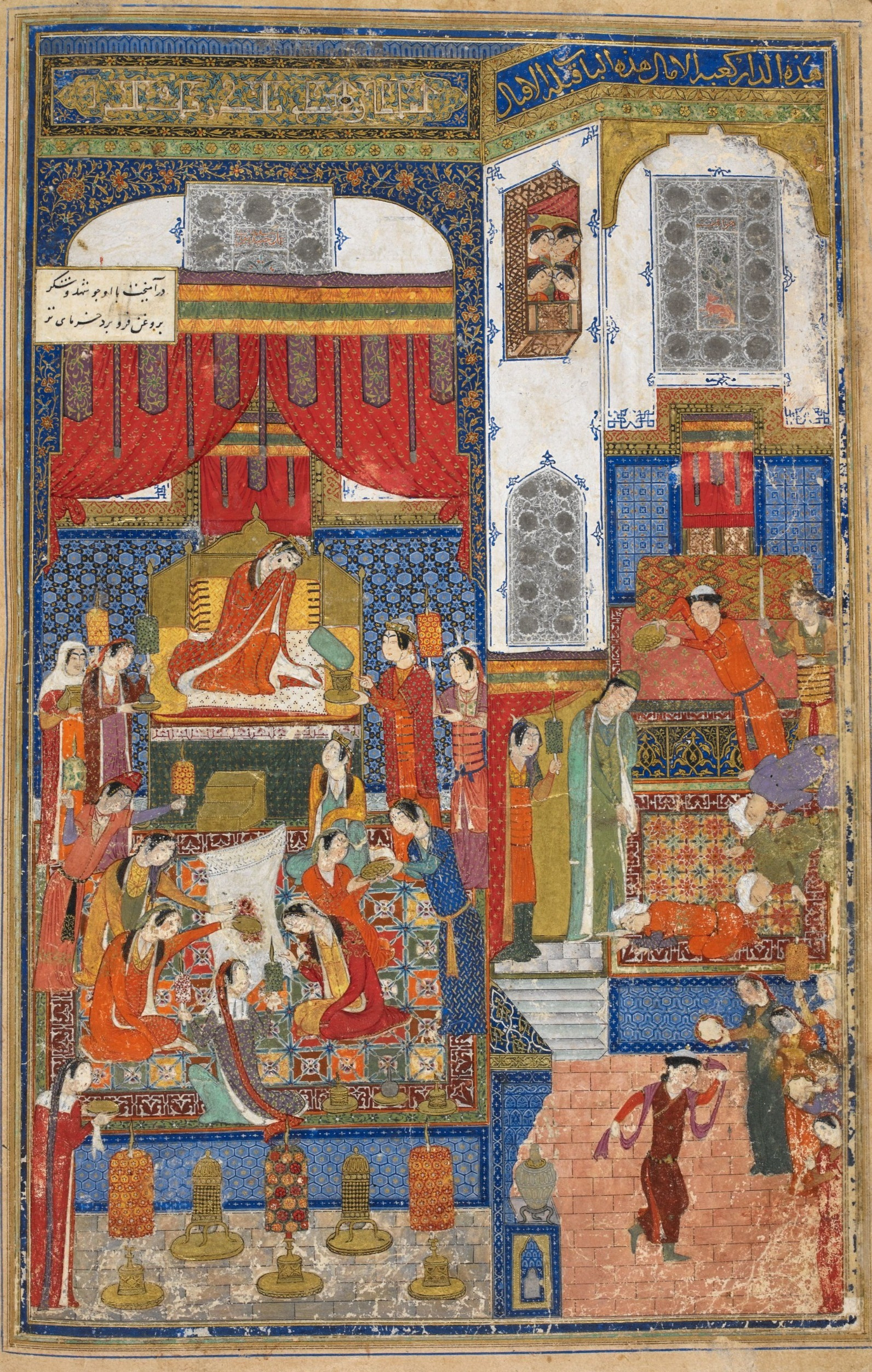
Джунейд. Хомай на следующий день после свадьбы. Миниатюра. «Диван» Хаджу Кермани. 1396 г. Лондон, Британская библиотека.

Джунейд (Джунейд наккаш ас-Султани, или Джунейд Султани) — персидский художник, работавший в Багдаде приблизительно в 1382—1410 годах.
Джунейда считают лучшим художником багдадской китабхане Ахмада Джалаира. О его жизни практически ничего не известно. Всё, что о нём сообщает в своем «Трактате о каллиграфах и художниках» персидский автор Дуст Мухаммад, — это то, что Джунейд был учеником художника Шамс ад-Дина.
Джунейд не просто перенял манеру своего учителя, но развил её в лирико-поэтическом русле, создав превосходные миниатюры к «Трем поэмам» Хаджу Кермани, персидского придворного поэта, скончавшегося за несколько десятилетий до этого. Рукопись с его миниатюрами датируется 1396 годом, и находится в Британской библиотеке, Лондон. В рукописи есть одна миниатюра с подписью художника — «Хомай на следующий день после свадьбы». На ней изображены герои поэмы Кермани «Хомай и Хомаюн» в довольно замысловатых дворцовых кулисах; над сидящей на постели Хомай в небольшом белом окошке красуется надпись Джунейда — «царский художник». Отталкиваясь от этой работы, специалисты пришли к заключению, что все девять миниатюр манускрипта принадлежат кисти Джунейда.

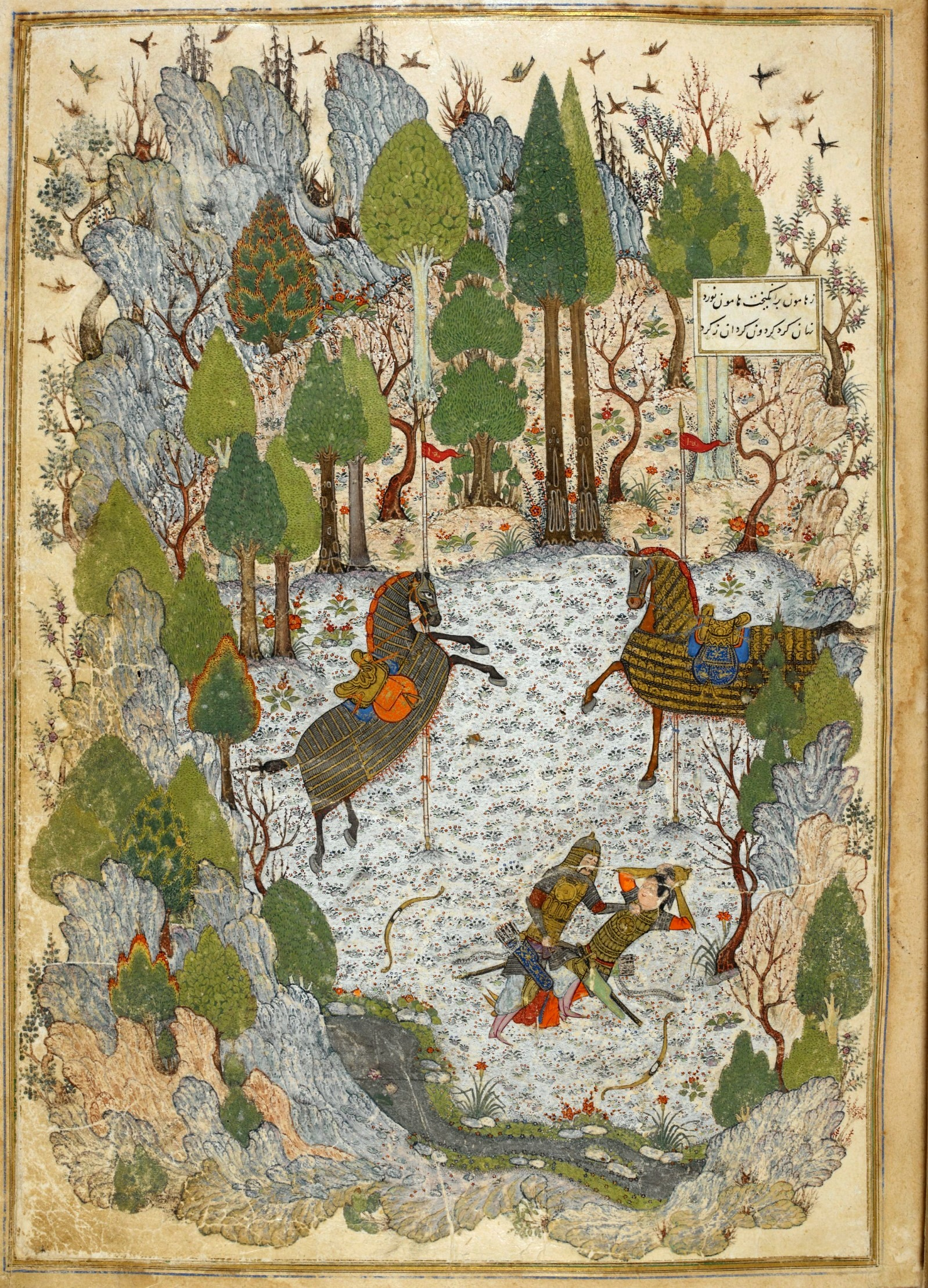
Джунейд. Хомай узнает Хомаюн. Миниатюра. «Диван» Хаджу Кермани. 1396 г. Лондон, Британская библиотека.

Творчество этого мастера было большим скачком в развитии персидской живописи. Руководствуясь вкусами своего главного заказчика, султана Ахмада Джалаира (1382—1410), который сам был поэтом и художником, Джунейд создал наиболее поэтичные творения в персидской живописи конца XIV века. В его миниатюрах виден интерес к пейзажу, тщательность деталей, и яркость красок, а в военных сценах отражено рыцарство монгольской эпохи. Джунейд был первым персидским художником, подписавшим свою миниатюру, а его работы служили образцом для последующих поколений мастеров, которые копировали его произведения.